# Золотий Потік (потік)
Золотий Потік (пол. Złoty Potok) — гірський потік в Україні, у Дрогобицькому районі Львівської області у Галичині. Права притока Рибника, (басейн Дністра).

## Опис
Довжина потоку приблизно 3,95 км, найкоротша відстань між витоком і гирлом — 3,48 км, коефіцієнт звивистості потоку — 1,14. Формується багатьма безіменними гірськими струмками. Потік тече у межах Сколівських Бескидів (частина Українських Карпат).

## Розташування
Бере початок на північно-західних схилах гори Погар (1123 м). Тече переважно на північний схід мішаним лісом і на південній стороні від села Майдан на висоті 585,0 м над рівнем моря впадає у річку Рибник, праву притоку Стрию.